# 閣議 (イギリス)
イギリスの閣議（かくぎ）は、イギリスの内閣の意思決定のための会議である。
なお、イギリスでは下部機関である内閣委員会（Cabinet Committee）での結論も閣議での報告を経ると原則として閣議の決定としての拘束力を有することから、本項では内閣委員会についても述べる。

## 歴史
イギリスの内閣制度は、17世紀に国王を補佐するための枢密院の中に設けられた委員会が発展して形成されたもので国王が主宰していた。
しかし、ドイツのハノーヴァー家から迎えられてイギリス国王に即位したジョージ1世は、英語を解せず政治にも関心を持っていなかったため、1717年以降は閣議に出席しなくなった。
そのため第一大蔵卿が閣議を主宰するようになり、地位も「首相、第一大蔵卿及び公務員担当大臣」と整えられ、閣議の主宰は首相の基本的な職務となった。

## 構成と運営
通例では、閣議は上級大臣を構成員として首相が主宰する。また議会開会中の閣議は首相官邸の閣議室で毎週火曜日に開催される。ただしロンドン以外の地で開催されることもある。
内閣官房長（Cabinet Secretary）によって閣議の記録が行われている。
首相の裁量により政務閣議（Political Cabinet）を開いて閣僚間（他の公務員は陪席しない）で政党政治に関する事項を討論することができる。政務閣議での討論の結論は議事録には記録されない。

## 内閣委員会
閣議で細部にわたり政策協議を行うことは物理的に不可能であるため、イギリスでは関係閣僚を含む委員会により、閣議の実質的な決定を代替する内閣委員会（Cabinet Committee）の制度が発達してきた。内閣委員会（Cabinet Committee）は日本語では「閣僚委員会」「大臣委員会」「閣僚会議」と訳されることもある。
内閣委員会は、常任委員会（Standing Committee）と臨時委員会（Ad hoc Committee）に大別されることが多く、それらの下に小委員会（Sub-Committee）が置かれることもある。委員会の正式な構成員は大臣であるが、閣外大臣（Minister of State、日本語では「副大臣」や「担当大臣」とも訳される）や政務官 （Parliamentary Secretary）などの下級大臣（Junior Ministers）を構成員に含む委員会も存在する（特に小委員会では下級大臣を含むのが通例）。
各委員会は、通常、首相、副首相、上級閣僚が委員長を務める。
内閣委員会で出された結論は、閣議に報告され、それは原則として閣議の決定と同様の権威と拘束力を有する。ただし内閣委員会での決定や結論に異論のある委員は、委員長の同意を条件に、閣議請議（appeal）を行って閣議での検討を求めることができる。

## 閣議及び内閣委員会の事務
閣議や内閣委員会の運営事務は内閣府が担当している。各省は予め閣議案件を内閣府に提出し、関係省庁も必要に応じ意見を内閣府に提出し、これらを内閣府が整理し閣議に先立って首相等に報告を行う。